# Elizabeth Jane Gardner

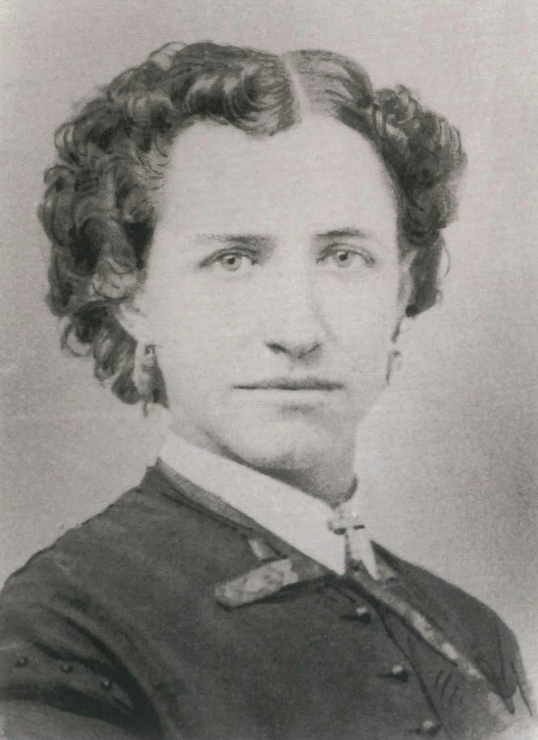
Gardner, Porträtfoto um 1860

Elizabeth Jane Gardner (* 4. Oktober 1837 in Exeter, New Hampshire; † 28. Januar 1922 in Saint-Cloud, Département Hauts-de-Seine) war eine amerikanische Genremalerin.

## Leben
Gardner besuchte das Lasell Seminary in Auburndale, Massachusetts, das sie 1956 abschloss. Dort war Imogene Robinson, die kurz zuvor in Düsseldorf studiert hatte, ihre Kunstlehrerin. Beide begannen 1858 als Lehrerinnen an der School of Design and Fine Arts in Worcester (Massachusetts) zu unterrichten. Das gemeinsam gemalte Historienbild Sunday Among the Pilgrims fand 1863 in der Zeitung Boston Transcript eine lobende Erwähnung. 1864 brachen die Freundinnen zu einer Reise nach Paris auf und arbeiteten zunächst als Kopistinnen, indem sie Auftragsarbeiten für Gemäldekopien aus dem Louvre und anderen Museen fertigten. Da die École nationale supérieure des beaux-arts de Paris noch keine Studentinnen zuließ, ließ sie sich in privaten Ateliers unterrichten, wie bei Jean-Baptiste-Ange Tissier und ging im Winter 1866/67 an die Académie Julian. Dort war sie Schülerin von Jules-Joseph Lefebvre (1836–1911), Hugues Merle (1823–1881) und William Adolphe Bouguereau (1825–1905). 1873 besuchte sie auch die Zeichenklasse der Gobelin-Manufaktur.

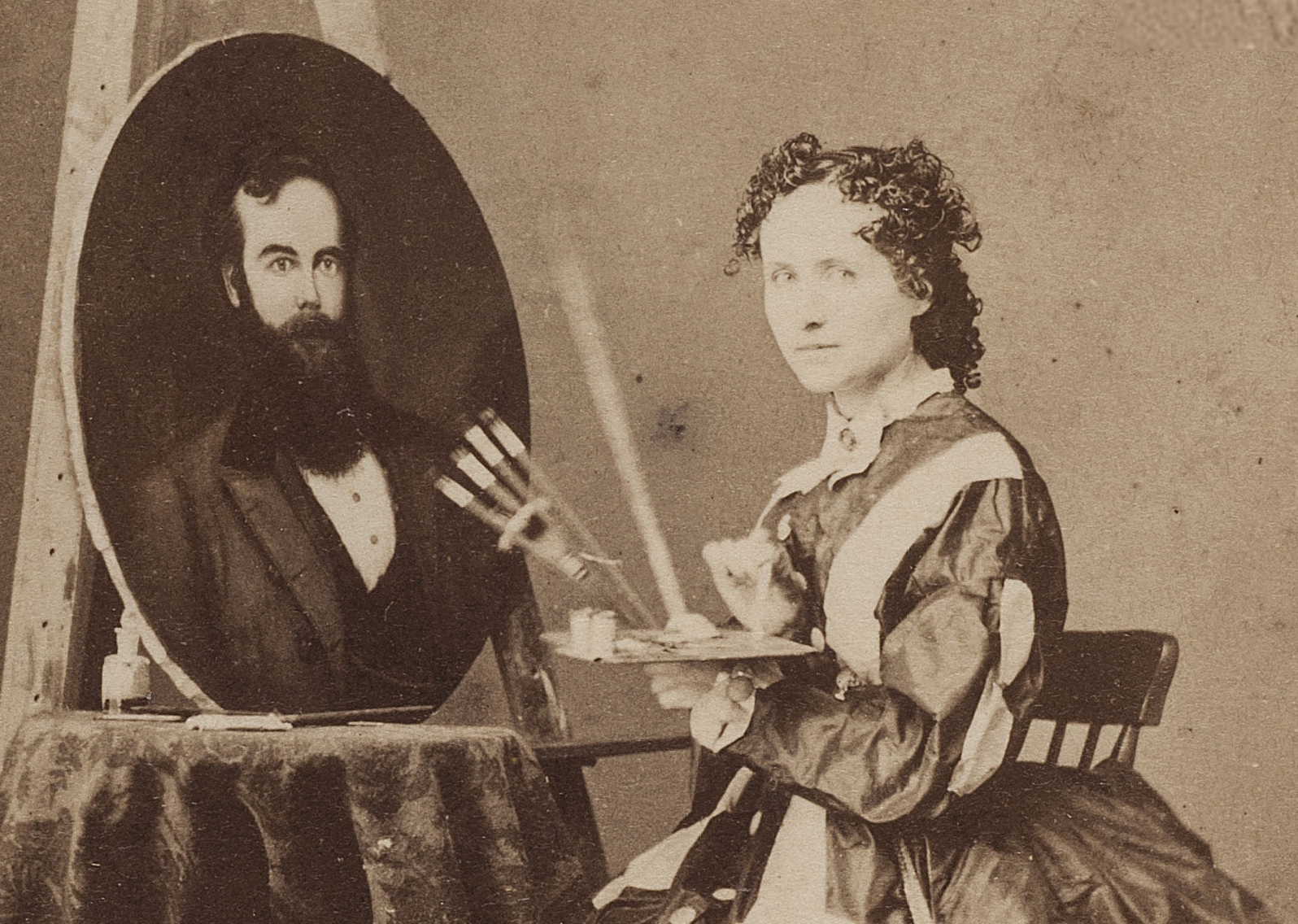
Gardner, Carte de visite, ca. 1870

Mit Unterstützung ihrer Lehrer konnte Gardner als erste ausländische Künstlerin an der großen jährlichen Ausstellung des Salon de Paris teilnehmen. 1872 wurde dort ein Bild von ihr – als erster Malerin überhaupt – mit einer Goldmedaille ausgezeichnet und 1879 erhielt sie eine lobende Erwähnung. Außerdem gewann sie 1889 eine Bronzemedaille auf der Weltausstellung in Paris und nahm an der World’s Columbian Exposition 1893 in Chicago teil.
Nachdem William Adolphe Bouguereaus Modell und Ehefrau Nelly Monchablon 1877 gestorben war, führte Elizabeth Jane Gardner ab 1879 eine Beziehung mit ihrem ehemaligen Lehrer, heiratete ihn aber erst 1896 und ließ sich später mit ihm in Saint-Cloud in der Nähe von Paris nieder. Erst nach seinem Tod im Jahr 1905 begann sie wieder zu malen. Elizabeth Jane Gardner starb 1922 in Saint-Cloud.

## Werk

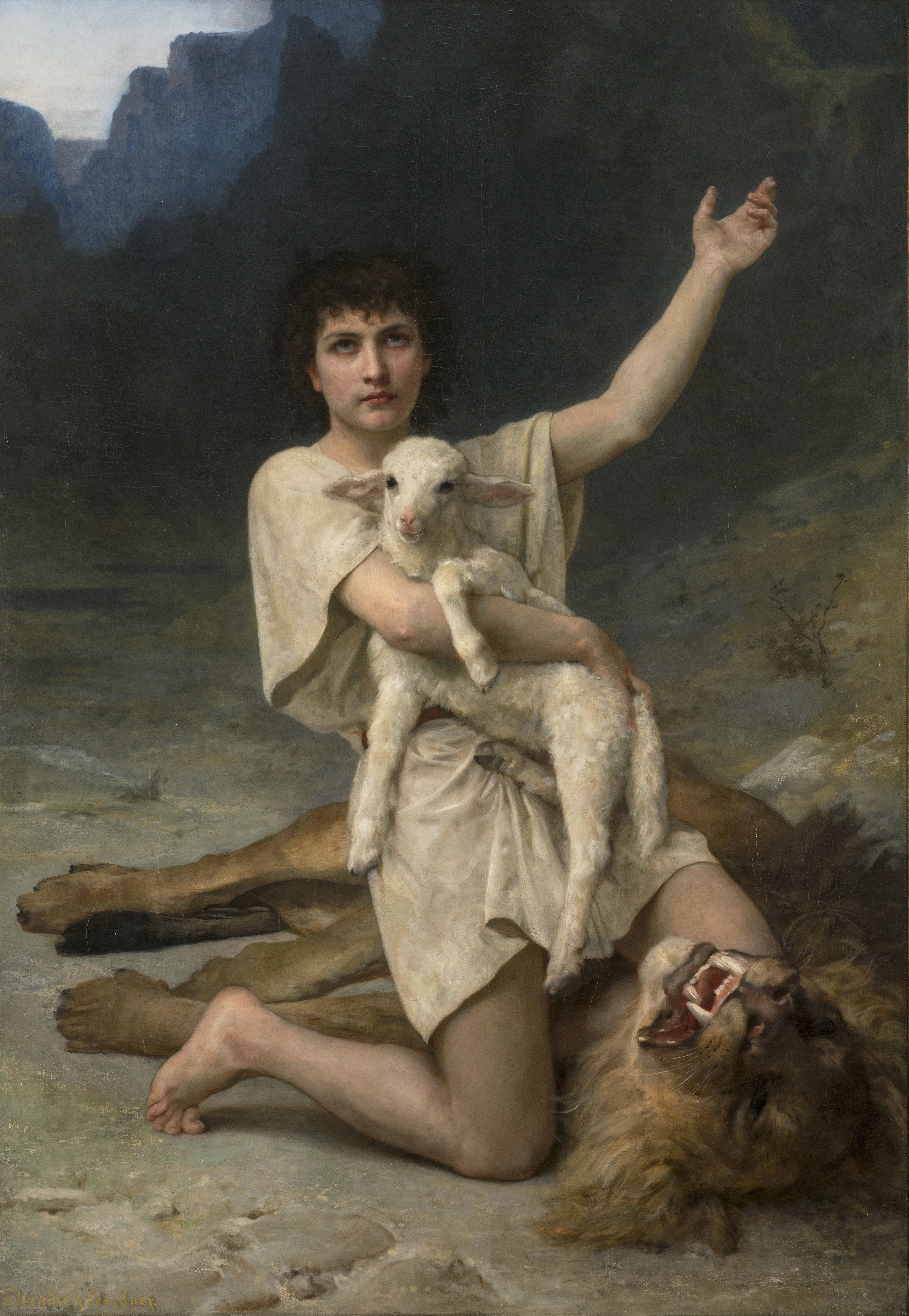
The shepherd David triumphant, um 1895

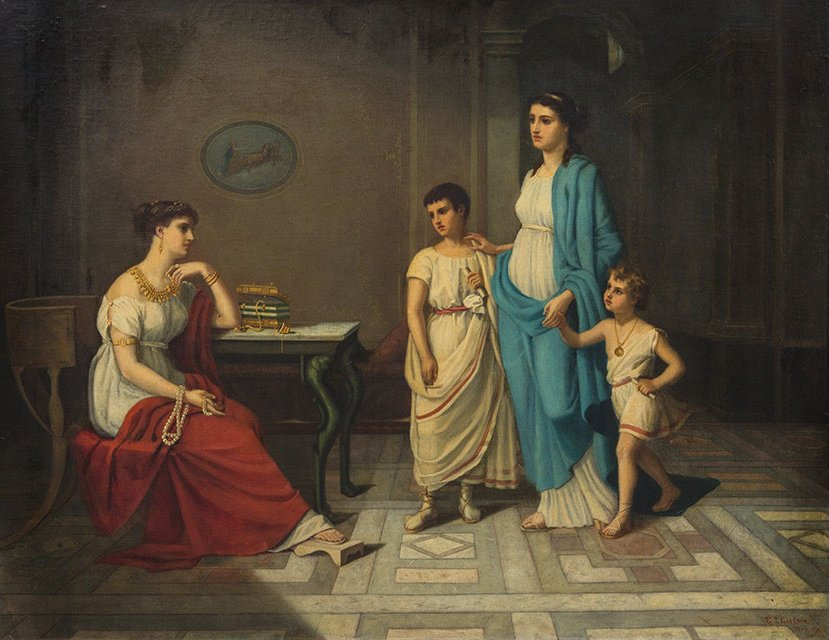
Cornelia and her Jewels, um 1870

Elizabeth Jane Gardner malte in Öl auf Leinwand im akademischen Stil eine Vielzahl Genre- und Historienbilder, Allegorien und Porträts. Kleidung, Möbel und Hintergrunddetails zeichnen sich durch ihre sorgfältige Ausführung aus. Ihre Gemälde tendieren vielfach zu einer idealisierten, sentimentalen oder moralisierender Darstellung der religiösen und mythologischen Szenen. Zu ihren bekanntesten Werken gehören The Shepherd David Triumphant aus dem Jahr 1895, das den jungen Hirten mit dem von ihm geretteten Lamm zeigt; außerdem Cornelia und ihre Kleinodien (Cornelia and her Jewels) und Die Aussetzung des Moses (Moses in the Bulrushes). Zeit ihres Lebens konnte sie sich nie ganz aus dem Schatten ihres Lehrers Bouguereau lösen, so dass immer wieder Bilder von ihr ihm zugeschrieben wurden.
In den 1870er Jahren beschickte sie einige amerikanische Ausstellungen und beteiligte sich zwischen 1872 und 1896 fünfundzwanzigmal sowie ab 1906 regelmäßig an Ausstellungen des Salon de Paris. Werke von ihr befinden sich im Cincinnati Art Museum in Minneapolis, dem Minneapolis Institute of Art  sowie dem National Museum of Women in the Arts in Washington/D.C. Korrespondenzen. Briefwechsel und Fotografien werden im Smithonian Archives of American Art aufbewahrt.
Gemälde (Auswahl):
- Ploughing in the Nivernais (Labourage Nivernais), 1868, Öl auf Leinwand, 65,4 × 129,5 cm
- By the seaside, 1868, Öl auf Leinwand, 54,5 × 142 cm
- Cornelia and her Jewels, um 1870, Öl auf Leinwand
- Moses in the Bulrushes, 1878, Öl auf Leinwand, 125 × 88,2 cm
- After the engagement, um 1882, Öl auf Leinwand, 114,3 × 79,4 cm
- Daphnis and Chloe, um 1882, Öl auf Leinwand, 165 × 112 cm
- La fille du fermier, 1887, Öl auf Leinwand, 170 × 97 cm
- La réponse au petit-fils, 1890, Öl auf Leinwand, 130,8 × 93,8 cm
- The shepherd David triumphant, um 1895, Öl auf Leinwand, 153,6 × 105 cm
- Portrait of Rudyard Kipling's Daughter, um 1898, Öl auf Leinwand, 101 × 66,7 cm
- Young girl at the well, vor 1922
- L’Imprudente, 1884, Öl auf Leinwand, 104,1 × 138,4 cm
- Maternity, Öl auf Leinwand, 122 × 85 cm
- Bubbles, Öl auf Leinwand

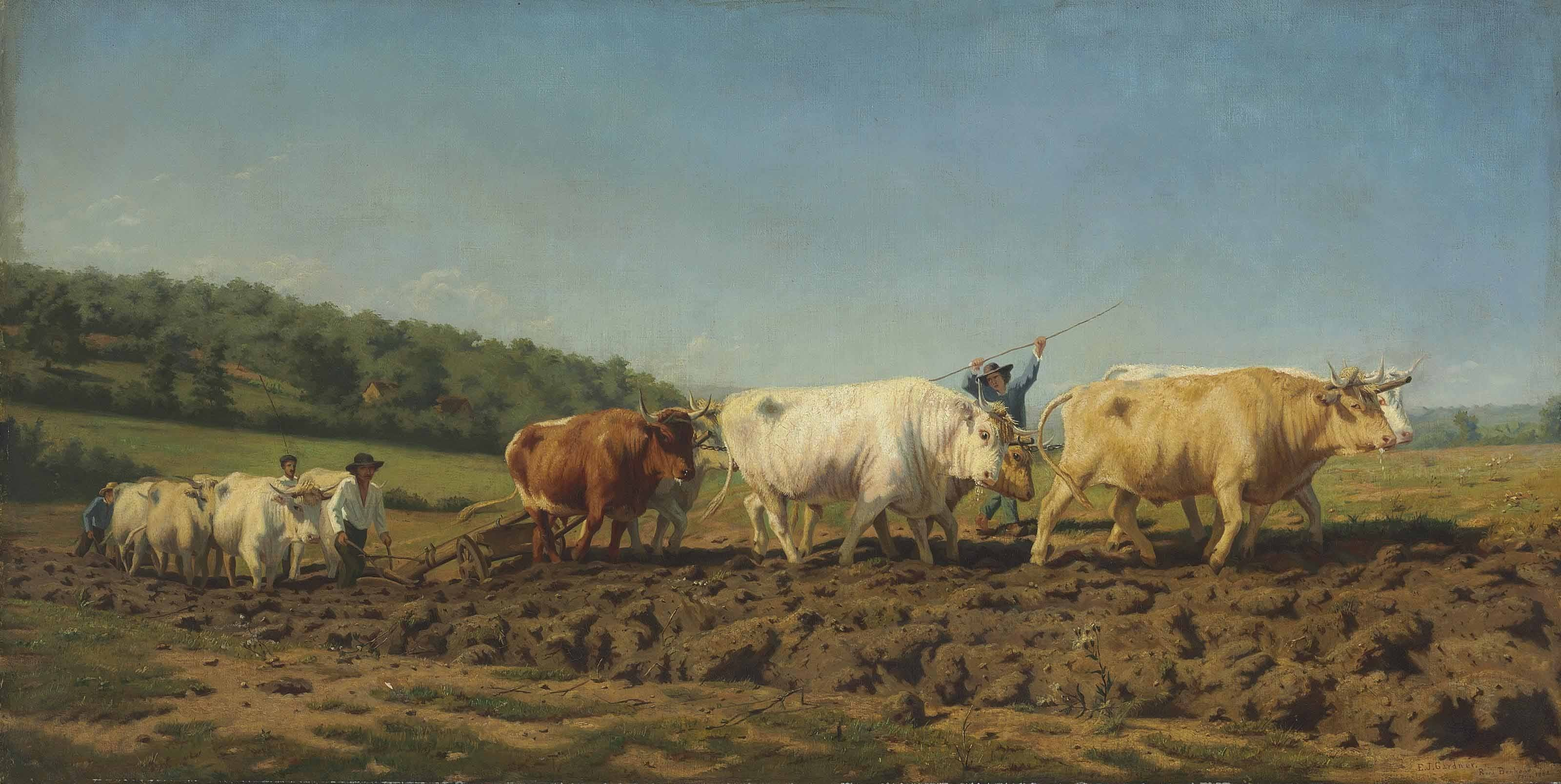
Ploughing in the Nivernais
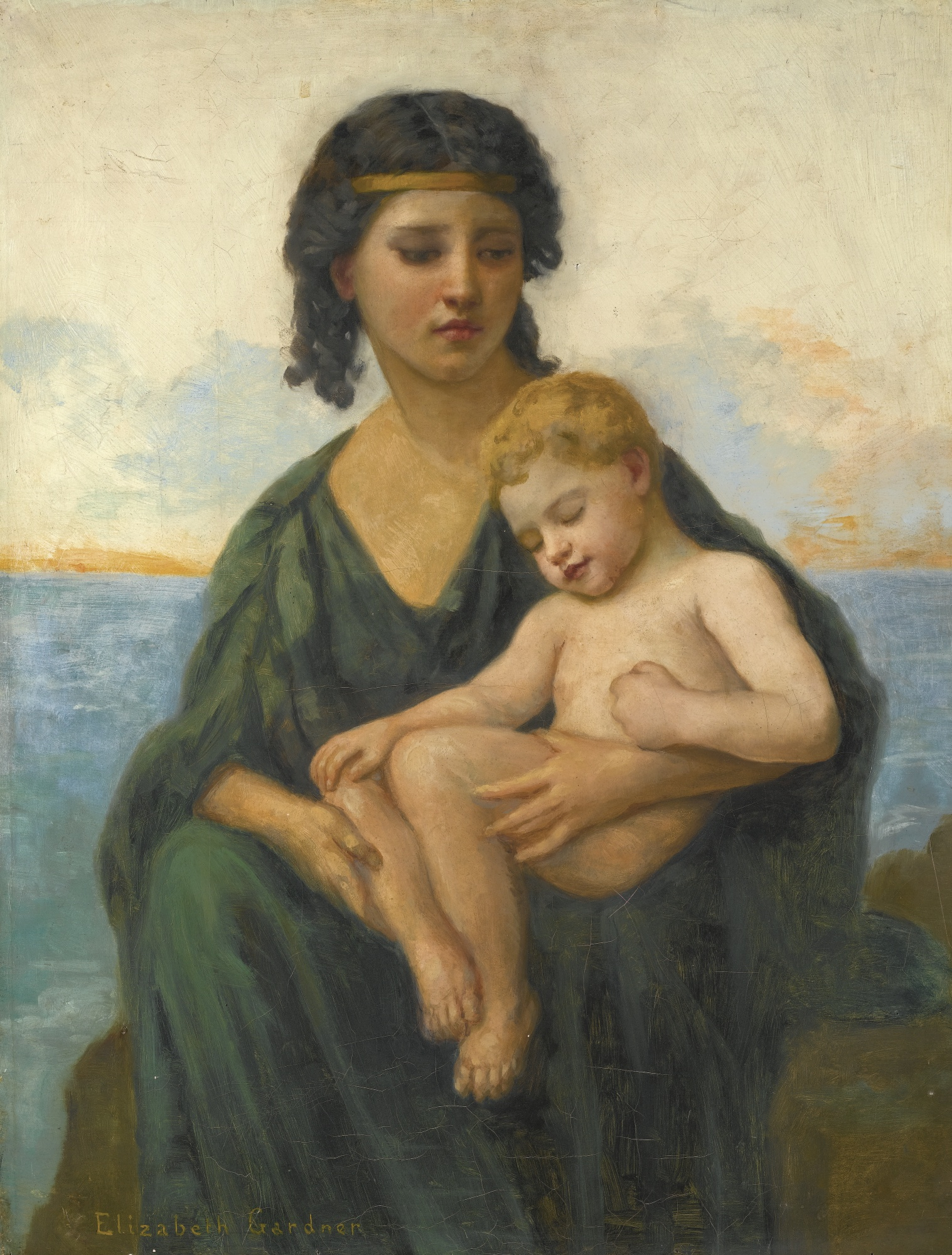
By the seaside
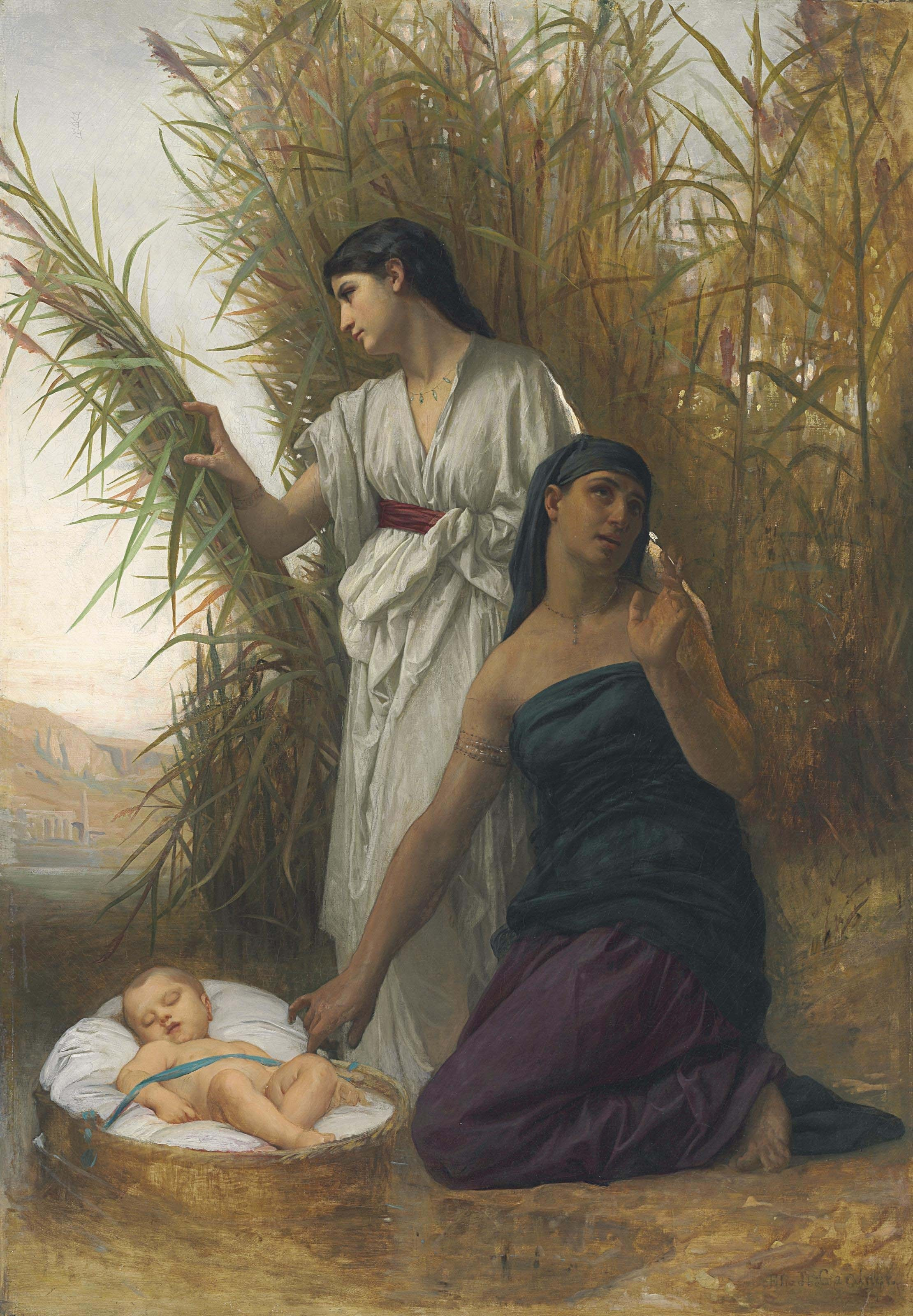
Moses in the Bulrushes.jpg
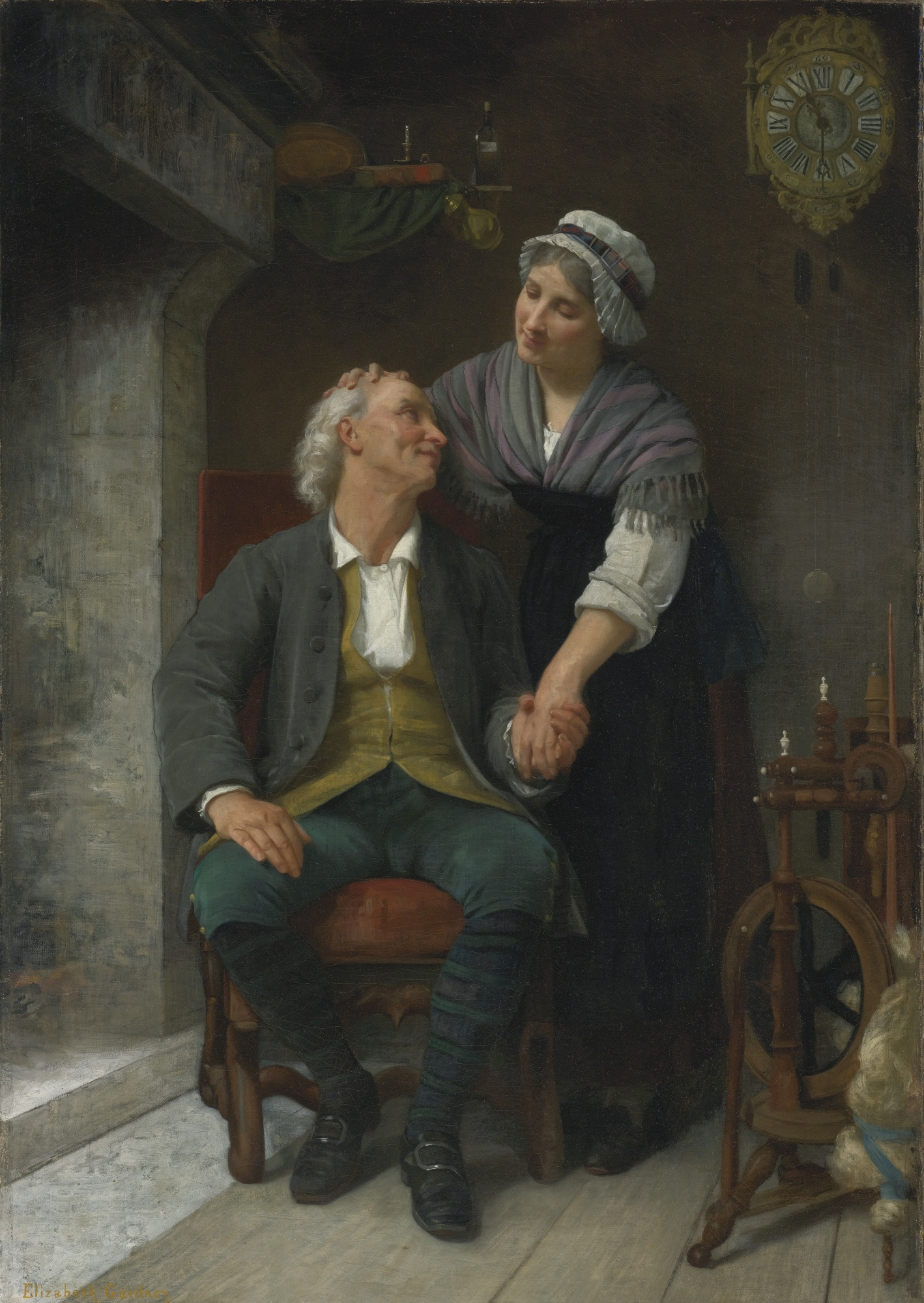
After the engagement
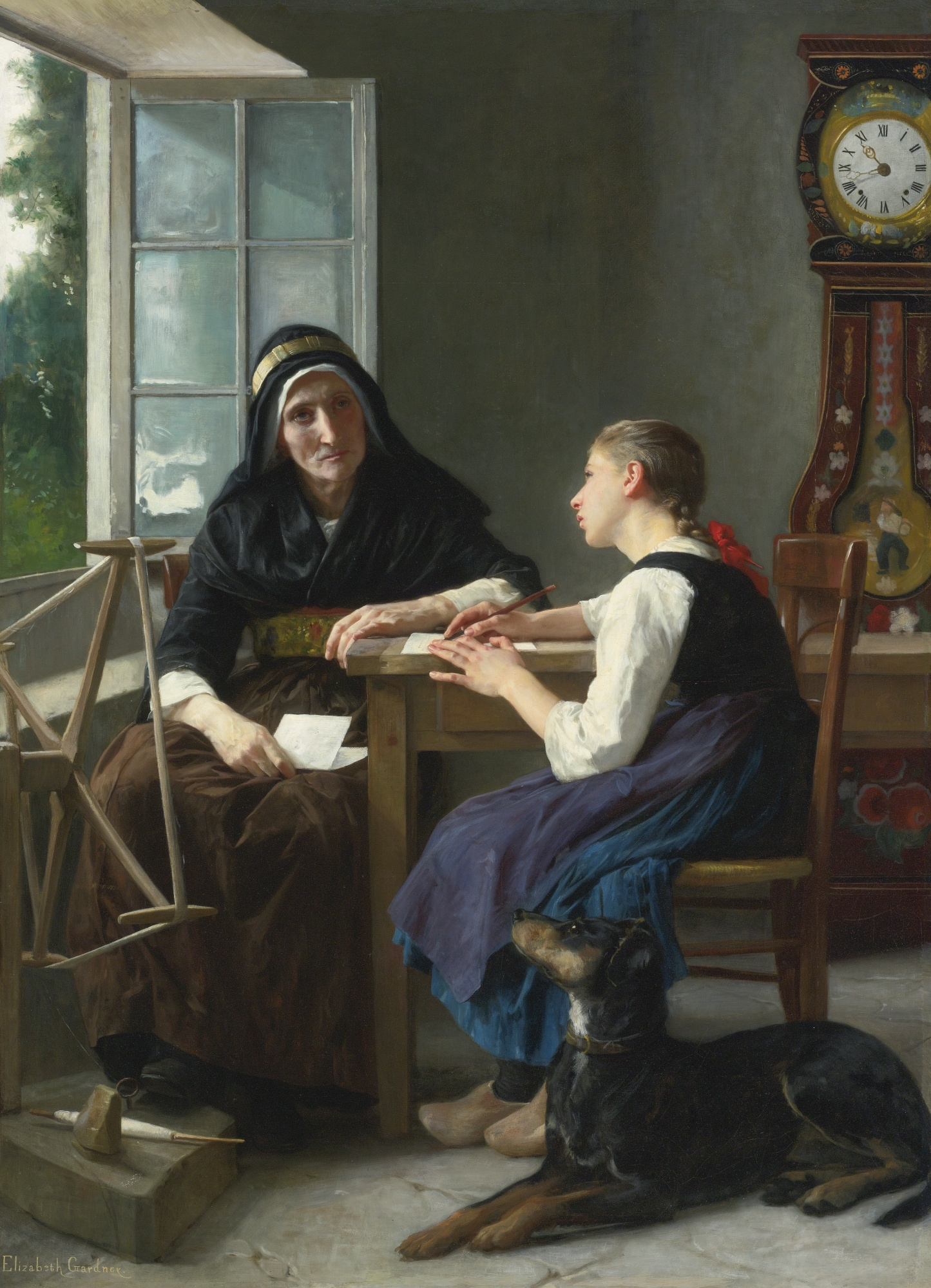
La réponse au petit-fils
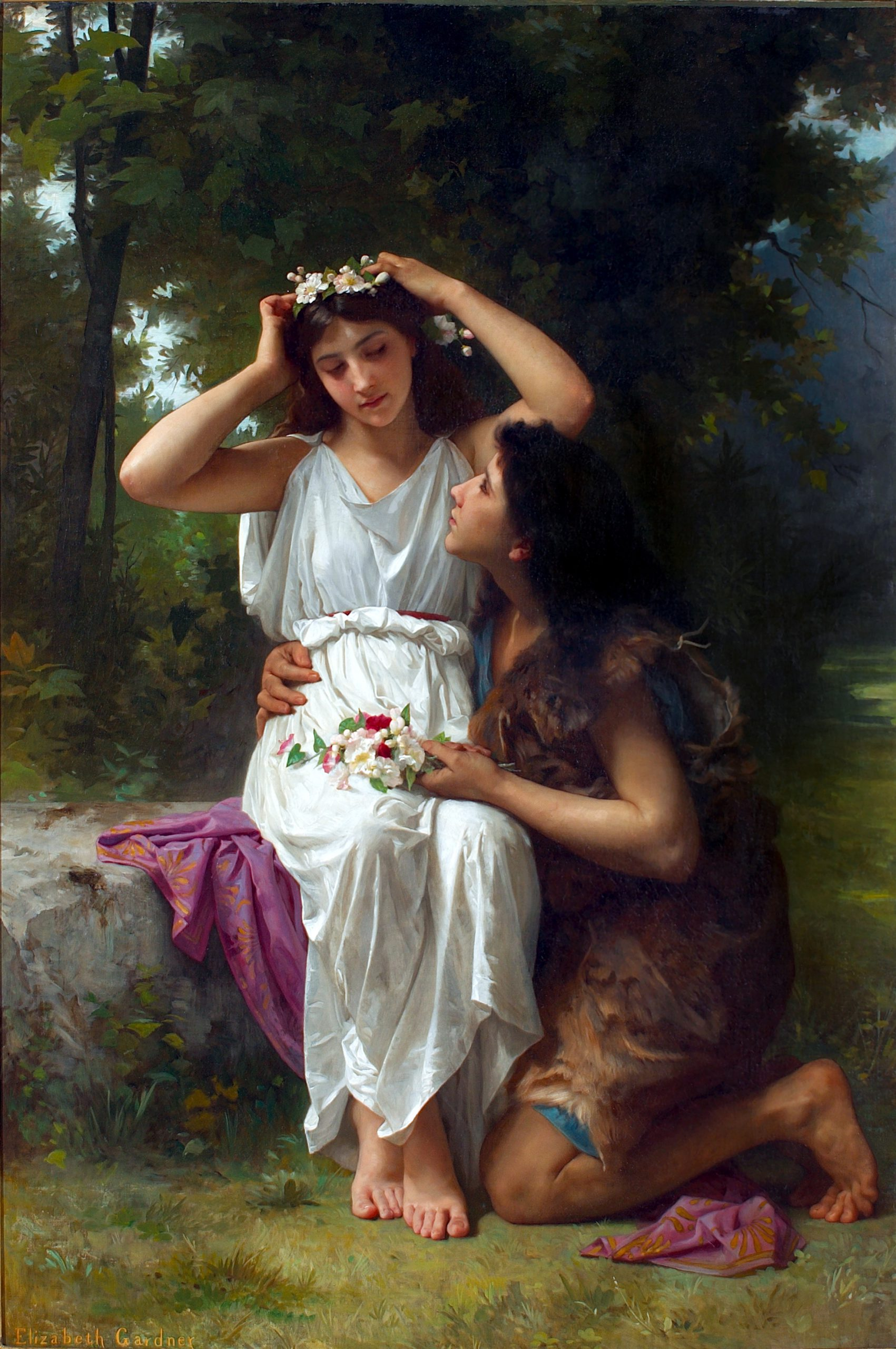
Daphnis and Chloe